# Olympische Sommerspiele 1956/Turnen
Bei den XVI. Olympischen Sommerspielen 1956 in Melbourne fanden 15 Wettbewerbe im Gerätturnen statt, davon acht für Männer und sieben für Frauen. Austragungsort war das West Melbourne Stadium.

## Bilanz

### Medaillenspiegel
| Platz | Land             | Gold | Silber | Bronze | Gesamt |
| ----- | ---------------- | ---- | ------ | ------ | ------ |
| 1     | Sowjetunion      | 11   | 6      | 6      | 23     |
| 2     | Ungarn           | 4    | 2      | 1      | 7      |
| 3     | Japan            | 1    | 5      | 5      | 11     |
| 4     | Deutschland      | 1    | –      | –      | 1      |
| 5     | Schweden         | –    | 2      | 1      | 3      |
| 6     | Tschechoslowakei | –    | 1      | –      | 1      |
| 7     | Rumänien         | –    | –      | 2      | 2      |
| 8     | Finnland         | –    | –      | 1      | 1      |
| 8     | Polen            | –    | –      | 1      | 1      |

### Medaillengewinner
| Konkurrenz           | Gold                                                                                            | Silber                                                                                      | Bronze                                                                                                |
| -------------------- | ----------------------------------------------------------------------------------------------- | ------------------------------------------------------------------------------------------- | --- |
| Mannschaftsmehrkampf | Albert Asarjan, Walentin Muratow, Boris Schachlin, Pawel Stolbow, Juri Titow, Wiktor Tschukarin | Nobuyuki Aihara, Akira Kōno, Masami Kubota, Takashi Ono, Masao Takemoto, Shinsaku Tsukawaki | Raimo Heinonen, Onni Lappalainen, Olavi Leimuvirta, Berndt Lindfors, Martti Mansikka, Kalevi Suoniemi |
| Einzelmehrkampf      | Wiktor Tschukarin                                                                               | Takashi Ono                                                                                 | Juri Titow                                                                                            |
| Barren               | Wiktor Tschukarin                                                                               | Masami Kubota                                                                               | Takashi Ono Masao Takemoto                                                                            |
| Bodenturnen          | Walentin Muratow                                                                                | Nobuyuki Aihara William Thoresson Wiktor Tschukarin                                         | – |
| Pferdsprung          | Helmut Bantz Walentin Muratow                                                                   | –                                                                                           | Juri Titow                                                                                            |
| Reck                 | Takashi Ono                                                                                     | Juri Titow                                                                                  | Masao Takemoto                                                                                        |
| Ringe                | Albert Asarjan                                                                                  | Walentin Muratow                                                                            | Masami Kubota Masao Takemoto                                                                          |
| Seitpferd            | Boris Schachlin                                                                                 | Takashi Ono                                                                                 | Wiktor Tschukarin                                                                                     |

| Konkurrenz           | Gold                                                                                                  | Silber                                                                                               | Bronze |
| -------------------- | --- | --- | --- |
| Mannschaftsmehrkampf | Polina Astachowa, Ljudmila Jegorowa, Lidija Kalinina, Larissa Latynina, Tamara Manina, Sofja Muratowa | Andrea Bodó, Erzsébet Gulyás-Köteles, Ágnes Keleti, Alíz Kertész, Margit Korondi, Olga Tass          | Georgeta Hurmuzachi, Sonia Iovan, Elena Leuștean, Elena Mărgărit, Elena Săcălici, Emilia Vătășoiu |
| Einzelmehrkampf      | Larissa Latynina                                                                                      | Ágnes Keleti                                                                                         | Sofja Muratowa |
| Bodenturnen          | Ágnes Keleti Larissa Latynina                                                                         | – | Elena Leuștean |
| Pferdsprung          | Larissa Latynina                                                                                      | Tamara Manina                                                                                        | Ann-Sofi Pettersson-Colling Olga Tass |
| Schwebebalken        | Ágnes Keleti                                                                                          | Eva Bosáková Tamara Manina                                                                           | – |
| Stufenbarren         | Ágnes Keleti                                                                                          | Larissa Latynina                                                                                     | Sofja Muratowa |
| Gruppengymnastik     | Andrea Bodó, Erzsébet Gulyás, Ágnes Keleti, Alíz Kertész, Margit Korondi, Olga Tass                   | Evy Berggren, Doris Hedberg, Maude Karlén, Karin Lindberg, Ann-Sofi Pettersson-Colling, Eva Rönström | Dorota Jokiel, Natalia Kot-Wala, Danuta Nowak-Stachow, Helena Rakoczy, Barbara Ślizowska, Lidia Szczerbińska Polina Astachowa, Ljudmila Jegorowa, Lidija Kalinina, Larissa Latynina, Tamara Manina, Sofja Muratowa |

## Ergebnisse Männer

### Mannschaftsmehrkampf
| Platz | Land | Sportler                                                                                              | Punkte |
| ----- | ---- | --- | ------ |
| 1     | URS  | Albert Asarjan, Walentin Muratow, Boris Schachlin, Pawel Stolbow, Juri Titow, Wiktor Tschukarin       | 568,25 |
| 2     | JPN  | Nobuyuki Aihara, Akira Kōno, Masami Kubota, Takashi Ono, Masao Takemoto, Shinsaku Tsukawaki           | 566,40 |
| 3     | FIN  | Raimo Heinonen, Onni Lappalainen, Olavi Leimuvirta, Berndt Lindfors, Martti Mansikka, Kalevi Suoniemi | 555,95 |
| 4     | TCH  | Jaroslav Bím, Ferdinand Daniš, Vladimír Kejř, Jaroslav Mikoška, Zdeněk Růžička, Josef Škvor           | 554,10 |
| 5     | EUA  | Helmut Bantz, Jakob Kiefer, Robert Klein, Hans Pfann, Erich Wied, Theo Wied                           | 552,45 |
| 6     | USA  | Jack Beckner, Dick Beckner, Abie Grossfeld, Charles Simms, Bill Tom, Armando Vega                     | 547,50 |
| 7     | AUS  | Brian Blackburn, Graham Bond, David Gourlay, John Lees, Noel Punton, Bruce Sharp                      | 477,15 |

Datum: 3. bis 7. Dezember 1956 

42 Teilnehmer aus 7 Ländern

### Einzelmehrkampf
| Platz | Land | Sportler          | Punkte |
| ----- | ---- | ----------------- | ------ |
| 1     | URS  | Wiktor Tschukarin | 114,25 |
| 2     | JPN  | Takashi Ono       | 114,20 |
| 3     | URS  | Juri Titow        | 113,80 |
| 4     | JPN  | Masao Takemoto    | 113,55 |
| 5     | URS  | Walentin Muratow  | 113,30 |
| 6     | EUA  | Helmut Bantz      | 112,90 |
| 7     | URS  | Albert Asarjan    | 112,55 |
| 8     | JPN  | Masami Kubota     | 112,50 |
| 8     | URS  | Boris Schachlin   | 112,50 |
| 10    | JPN  | Nobuyuki Aihara   | 112,45 |
|       |      |                   |        |
| 20    | EUA  | Robert Klein      | 110,60 |
| 25    | EUA  | Theo Wied         | 109,90 |
| 29    | EUA  | Hans Pfann        | 109,15 |
| 41    | EUA  | Erich Wied        | 107,50 |
| 42    | EUA  | Jakob Kiefer      | 107,45 |
| 60    | AUT  | Johann Sauter     | 079,85 |

Datum: 3. bis 7. Dezember 1956 

63 Teilnehmer aus 18 Ländern

### Barren
| Platz | Land | Sportler           | Punkte |
| ----- | ---- | ------------------ | ------ |
| 1     | URS  | Wiktor Tschukarin  | 19,20  |
| 2     | JPN  | Masami Kubota      | 19,15  |
| 3     | JPN  | Takashi Ono        | 19,10  |
| 3     | JPN  | Masao Takemoto     | 19,10  |
| 5     | URS  | Albert Asarjan     | 19,00  |
| 6     | JPN  | Nobuyuki Aihara    | 18,90  |
| 6     | FIN  | Berndt Lindfors    | 18,90  |
| 8     | FIN  | Onni Lappalainen   | 18,85  |
| 8     | FIN  | Olavi Leimuvirta   | 18,85  |
| 8     | URS  | Boris Schachlin    | 18,85  |
| 8     | URS  | Juri Titow         | 18,85  |
| 8     | JPN  | Shinsaku Tsukawaki | 18,85  |
| 13    | EUA  | Helmut Bantz       | 18,80  |
|       |      |                    |        |
| 23    | EUA  | Hans Pfann         | 18,55  |
| 31    | EUA  | Theo Wied          | 18,35  |
| 33    | EUA  | Robert Klein       | 18,30  |
| 39    | EUA  | Erich Wied         | 18,10  |
| 43    | AUT  | Johann Sauter      | 17,85  |
| 48    | EUA  | Jakob Kiefer       | 17,65  |

Datum: 3. bis 7. Dezember 1956 

63 Teilnehmer aus 18 Ländern

### Bodenturnen
| Platz | Land | Sportler          | Punkte |
| ----- | ---- | ----------------- | ------ |
| 1     | URS  | Walentin Muratow  | 19,20  |
| 2     | JPN  | Nobuyuki Aihara   | 19,10  |
| 2     | SWE  | William Thoresson | 19,10  |
| 2     | URS  | Wiktor Tschukarin | 19,10  |
| 5     | URS  | Juri Titow        | 18,95  |
| 6     | TCH  | Ferdinand Daniš   | 18,80  |
| 6     | BUL  | Mintscho Todorow  | 18,80  |
| 8     | EUA  | Helmut Bantz      | 18,75  |
| 8     | JPN  | Takashi Ono       | 18,75  |
| 10    | FIN  | Kalevi Suoniemi   | 18,70  |
|       |      |                   |        |
| 16    | EUA  | Robert Klein      | 18,50  |
| 23    | EUA  | Theo Wied         | 18,40  |
| 33    | EUA  | Hans Pfann        | 18,15  |
| 38    | EUA  | Jakob Kiefer      | 18,00  |
| 45    | EUA  | Erich Wied        | 17,80  |
| 63    | AUT  | Johann Sauter     | 08,50  |

Datum: 3. bis 7. Dezember 1956 

63 Teilnehmer aus 18 Ländern

### Pferdsprung
| Platz | Land | Sportler          | Punkte |
| ----- | ---- | ----------------- | ------ |
| 1     | EUA  | Helmut Bantz      | 18,85  |
| 1     | URS  | Walentin Muratow  | 18,85  |
| 3     | URS  | Juri Titow        | 18,75  |
| 4     | URS  | Boris Schachlin   | 18,70  |
| 4     | EUA  | Theo Wied         | 18,70  |
| 6     | JPN  | Masao Takemoto    | 18,65  |
| 7     | USA  | Jack Beckner      | 18,60  |
| 7     | URS  | Wiktor Tschukarin | 18,60  |
| 7     | EUA  | Jakob Kiefer      | 18,60  |
| 7     | EUA  | Robert Klein      | 18,60  |
|       |      |                   |        |
| 16    | EUA  | Erich Wied        | 18,50  |
| 33    | EUA  | Hans Pfann        | 18,30  |
| 47    | AUT  | Johann Sauter     | 17,95  |

Datum: 3. bis 7. Dezember 1956 

63 Teilnehmer aus 18 Ländern

### Reck
| Platz | Land | Sportler          | Punkte |
| ----- | ---- | ----------------- | ------ |
| 1     | JPN  | Takashi Ono       | 19,60  |
| 2     | URS  | Juri Titow        | 19,40  |
| 3     | JPN  | Masao Takemoto    | 19,30  |
| 4     | URS  | Pawel Stolbow     | 19,25  |
| 4     | URS  | Wiktor Tschukarin | 19,25  |
| 6     | EUA  | Helmut Bantz      | 19,15  |
| 7     | USA  | Jack Beckner      | 19,00  |
| 8     | URS  | Albert Asarjan    | 18,95  |
| 9     | TCH  | Ferdinand Daniš   | 18,85  |
| 10    | FRA  | Raymond Dot       | 18,80  |
|       |      |                   |        |
| 18    | EUA  | Theo Wied         | 18,70  |
| 22    | EUA  | Jakob Kiefer      | 18,65  |
| 29    | EUA  | Robert Klein      | 18,45  |
| 37    | EUA  | Erich Wied        | 18,15  |
| 48    | EUA  | Hans Pfann        | 17,25  |
| 62    | AUT  | Johann Sauter     | 09,20  |

Datum: 3. bis 7. Dezember 1956 

63 Teilnehmer aus 18 Ländern

### Ringe
| Platz | Land | Sportler           | Punkte |
| ----- | ---- | ------------------ | ------ |
| 1     | URS  | Albert Asarjan     | 19,35  |
| 2     | URS  | Walentin Muratow   | 19,15  |
| 3     | JPN  | Masami Kubota      | 19,10  |
| 3     | JPN  | Masao Takemoto     | 19,10  |
| 5     | JPN  | Nobuyuki Aihara    | 19,05  |
| 5     | JPN  | Takashi Ono        | 19,05  |
| 7     | URS  | Wiktor Tschukarin  | 19,00  |
| 7     | JPN  | Shinsaku Tsukawaki | 19,00  |
| 9     | TCH  | Ferdinand Daniš    | 18,90  |
| 10    | FIN  | Berndt Lindfors    | 18,85  |
|       |      |                    |        |
| 14    | EUA  | Robert Klein       | 18,75  |
| 18    | EUA  | Helmut Bantz       | 18,60  |
| 23    | EUA  | Hans Pfann         | 18,20  |
| 30    | EUA  | Theo Wied          | 17,80  |
| 32    | EUA  | Erich Wied         | 17,65  |
| 38    | AUT  | Johann Sauter      | 17,25  |
| 48    | EUA  | Jakob Kiefer       | 16,50  |

Datum: 3. bis 7. Dezember 1956 

63 Teilnehmer aus 18 Ländern

### Seitpferd
| Platz | Land | Sportler          | Punkte |
| ----- | ---- | ----------------- | ------ |
| 1     | URS  | Boris Schachlin   | 19,25  |
| 2     | JPN  | Takashi Ono       | 19,20  |
| 3     | URS  | Wiktor Tschukarin | 19,10  |
| 4     | TCH  | Josef Škvor       | 19,05  |
| 5     | URS  | Juri Titow        | 19,00  |
| 6     | TCH  | Jaroslav Bím      | 18,95  |
| 7     | URS  | Pawel Stolbow     | 18,90  |
| 7     | JPN  | Masao Takemoto    | 18,90  |
| 9     | FIN  | Berndt Lindfors   | 18,80  |
| 9     | URS  | Walentin Muratow  | 18,80  |
| 9     | FIN  | Kalevi Suoniemi   | 18,80  |
| 12    | EUA  | Helmut Bantz      | 18,75  |
|       |      |                   |        |
| 28    | EUA  | Hans Pfann        | 18,20  |
| 33    | EUA  | Jakob Kiefer      | 18,05  |
| 36    | EUA  | Robert Klein      | 18,00  |
| 37    | EUA  | Theo Wied         | 17,95  |
| 51    | EUA  | Erich Wied        | 17,30  |
| 62    | AUT  | Johann Sauter     | 09,10  |

Datum: 3. bis 7. Dezember 1956 

63 Teilnehmer aus 18 Ländern

## Ergebnisse Frauen

### Mannschaftsmehrkampf
| Platz | Land | Sportlerinnen                                                                                                 | Punkte  |
| ----- | ---- | --- | ------- |
| 1     | URS  | Polina Astachowa, Ljudmila Jegorowa, Lidija Kalinina, Larissa Latynina, Tamara Manina, Sofja Muratowa         | 444,787 |
| 2     | HUN  | Andrea Bodó, Erzsébet Gulyás-Köteles, Ágnes Keleti, Alíz Kertész, Margit Korondi, Olga Tass                   | 443,484 |
| 3     | ROM  | Georgeta Hurmuzachi, Sonia Iovan, Elena Leuștean, Elena Mărgărit, Elena Săcălici, Emilia Vătășoiu             | 438,185 |
| 4     | POL  | Dorota Jokiel, Natalia Kot, Danuta Nowak-Stachow, Helena Rakoczy, Lidia Szczerbińska, Barbara Ślizowska       | 436,485 |
| 5     | TCH  | Eva Bosáková, Miroslava Brdíčková, Věra Drazdíková, Anna Marejková, Matylda Matoušková-Šínová, Alena Reichová | 435,356 |
| 6     | JPN  | Mitsuka Ikeda, Kyoko Kubota, Shizuko Sakashita, Suzuko Seki, Kazuko Sogabe, Keiko Tanaka                      | 433,653 |
| 7     | ITA  | Elisa Calsi, Miranda Cicognani, Rosella Cicognani, Elena Lagorara, Luciana Lagorara, Luciana Reali            | 428,654 |
| 8     | SWE  | Evy Berggren, Doris Hedberg, Maude Karlén, Karin Lindberg, Ann-Sofi Pettersson-Colling, Eva Rönström          | 428,587 |
| 9     | USA  | Muriel Davis, Doris Fuchs, Judy Howe, Jacquelyn Klein, Joyce Racek, Sandra Ruddick                            | 413,187 |

Datum: 3. bis 7. August 1956 

54 Teilnehmerinnen aus 9 Ländern

### Einzelmehrkampf
| Platz | Land | Sportlerin        | Punkte |
| ----- | ---- | ----------------- | ------ |
| 1     | URS  | Larissa Latynina  | 74,933 |
| 2     | HUN  | Ágnes Keleti      | 74,633 |
| 3     | URS  | Sofja Muratowa    | 74,466 |
| 4     | ROM  | Elena Leuștean    | 74,366 |
| 4     | HUN  | Olga Tass         | 74,366 |
| 6     | URS  | Tamara Manina     | 74,233 |
| 7     | TCH  | Eva Bosáková      | 74,100 |
| 8     | POL  | Helena Rakoczy    | 73,700 |
| 9     | POL  | Natalia Kot       | 73,633 |
| 10    | URS  | Ljudmila Jegorowa | 73,533 |

Datum: 3. bis 7. August 1956 

65 Teilnehmerinnen aus 15 Ländern

### Bodenturnen
| Platz | Land | Sportlerin        | Punkte |
| ----- | ---- | ----------------- | ------ |
| 1     | HUN  | Ágnes Keleti      | 18,733 |
| 1     | URS  | Larissa Latynina  | 18,733 |
| 3     | ROM  | Elena Leuștean    | 18,700 |
| 4     | TCH  | Eva Bosáková      | 18,566 |
| 4     | URS  | Sofja Muratowa    | 18,566 |
| 4     | JPN  | Keiko Tanaka      | 18,566 |
| 7     | URS  | Olga Tass         | 18,533 |
| 8     | SWE  | Doris Hedberg     | 18,500 |
| 9     | URS  | Ljudmila Jegorowa | 18,466 |
| 9     | URS  | Tamara Manina     | 18,466 |

Datum: 3. bis 7. August 1956 

64 Teilnehmerinnen aus 15 Ländern

### Pferdsprung
| Platz | Land | Sportlerin                  | Punkte |
| ----- | ---- | --------------------------- | ------ |
| 1     | URS  | Larissa Latynina            | 19,000 |
| 2     | URS  | Tamara Manina               | 18,800 |
| 3     | SWE  | Ann-Sofi Pettersson-Colling | 18,733 |
| 3     | HUN  | Olga Tass                   | 18,733 |
| 5     | URS  | Sofja Muratowa              | 18,666 |
| 6     | ROM  | Elena Leuștean              | 18,633 |
| 7     | POL  | Natalia Kot                 | 18,500 |
| 7     | POL  | Helena Rakoczy              | 18,500 |
| 9     | URS  | Ljudmila Jegorowa           | 18,466 |
| 10    | ITA  | Miranda Cicognani           | 18,433 |
| 10    | SWE  | Doris Hedberg               | 18,433 |

Datum: 3. bis 7. August 1956 

64 Teilnehmerinnen aus 15 Ländern

### Schwebebalken
| Platz | Land | Sportlerin        | Punkte |
| ----- | ---- | ----------------- | ------ |
| 1     | HUN  | Ágnes Keleti      | 18,800 |
| 2     | TCH  | Eva Bosáková      | 18,633 |
| 2     | URS  | Tamara Manina     | 18,633 |
| 4     | URS  | Larissa Latynina  | 18,533 |
| 4     | TCH  | Anna Marejková    | 18,533 |
| 6     | ROM  | Elena Leuștean    | 18,500 |
| 7     | URS  | Ljudmila Jegorowa | 18,466 |
| 7     | HUN  | Margit Korondi    | 18,466 |
| 7     | HUN  | Olga Tass         | 18,466 |
| 10    | URS  | Sofja Muratowa    | 18,433 |

Datum: 3. bis 7. August 1956 

65 Teilnehmerinnen aus 15 Ländern

### Stufenbarren
| Platz | Land | Sportlerin           | Punkte |
| ----- | ---- | -------------------- | ------ |
| 1     | HUN  | Ágnes Keleti         | 18,966 |
| 2     | URS  | Larissa Latynina     | 18,833 |
| 3     | URS  | Sofja Muratowa       | 18,800 |
| 4     | TCH  | Eva Bosáková         | 18,733 |
| 5     | POL  | Helena Rakoczy       | 18,700 |
| 6     | HUN  | Alíz Kertész         | 18,633 |
| 6     | HUN  | Olga Tass            | 18,633 |
| 8     | POL  | Natalia Kot          | 18,600 |
| 9     | URS  | Polina Astachowa     | 18,566 |
| 10    | ROM  | Elena Leuștean       | 18,533 |
| 10    | POL  | Danuta Nowak-Stachow | 18,533 |

Datum: 3. bis 7. August 1956 

64 Teilnehmerinnen aus 15 Ländern

### Gruppengymnastik
| Platz | Land | Sportlerinnen                                                                                                 | Punkte |
| ----- | ---- | --- | ------ |
| 1     | HUN  | Andrea Bodó, Erzsébet Gulyás, Ágnes Keleti, Alíz Kertész, Margit Korondi, Olga Tass                           | 75,20  |
| 2     | SWE  | Evy Berggren, Ann-Sofi Pettersson-Colling, Doris Hedberg, Maude Karlén, Karin Lindberg, Eva Rönström          | 74,20  |
| 3     | POL  | Dorota Jokiel, Natalia Kot, Danuta Nowak-Stachow, Helena Rakoczy, Barbara Ślizowska, Lidia Szczerbińska       | 74,00  |
| 3     | URS  | Polina Astachowa, Ljudmila Jegorowa, Lidija Kalinina, Larissa Latynina, Tamara Manina, Sofja Muratowa         | 74,00  |
| 5     | ROM  | Gheorgheta Hurmuzachi, Sonia Iovan, Elena Leuștean, Elena Mărgărit, Elena Săcălici, Emilia Vătășoiu           | 73,40  |
| 6     | JPN  | Mitsuka Ikeda, Kyoko Kubota, Shizuko Sakashita, Suzuko Seki, Kazuko Sogabe, Keiko Tanaka                      | 73,20  |
| 7     | TCH  | Eva Bosáková, Miroslava Brdíčková, Věra Drazdíková, Anna Marejková, Matylda Matoušková-Šínová, Alena Reichová | 73,00  |
| 8     | ITA  | Elisa Calsi, Miranda Cicognani, Rosella Cicognani, Elena Lagorara, Luciana Lagorara, Luciana Reali            | 72,80  |
| 9     | USA  | Muriel Davis, Doris Fuchs, Judy Howe, Jacquelyn Klein, Joyce Racek, Sandra Ruddick                            | 67,60  |

Datum: 7. August 1956 

54 Teilnehmerinnen aus 9 Ländern